# Дюгеклен, Бертран
Бертра́н дю Гекле́н (фр. Bertrand du Guesclin; 1320 — 13 июля 1380) — коннетабль Франции в 1370—1380 годах, выдающийся военачальник Столетней войны. Носил прозвища «Бретонского орла» (англ. The Eagle of Brittany) и «Чёрного пса Броселианда» (англ. The Black Dog of Brocéliande).

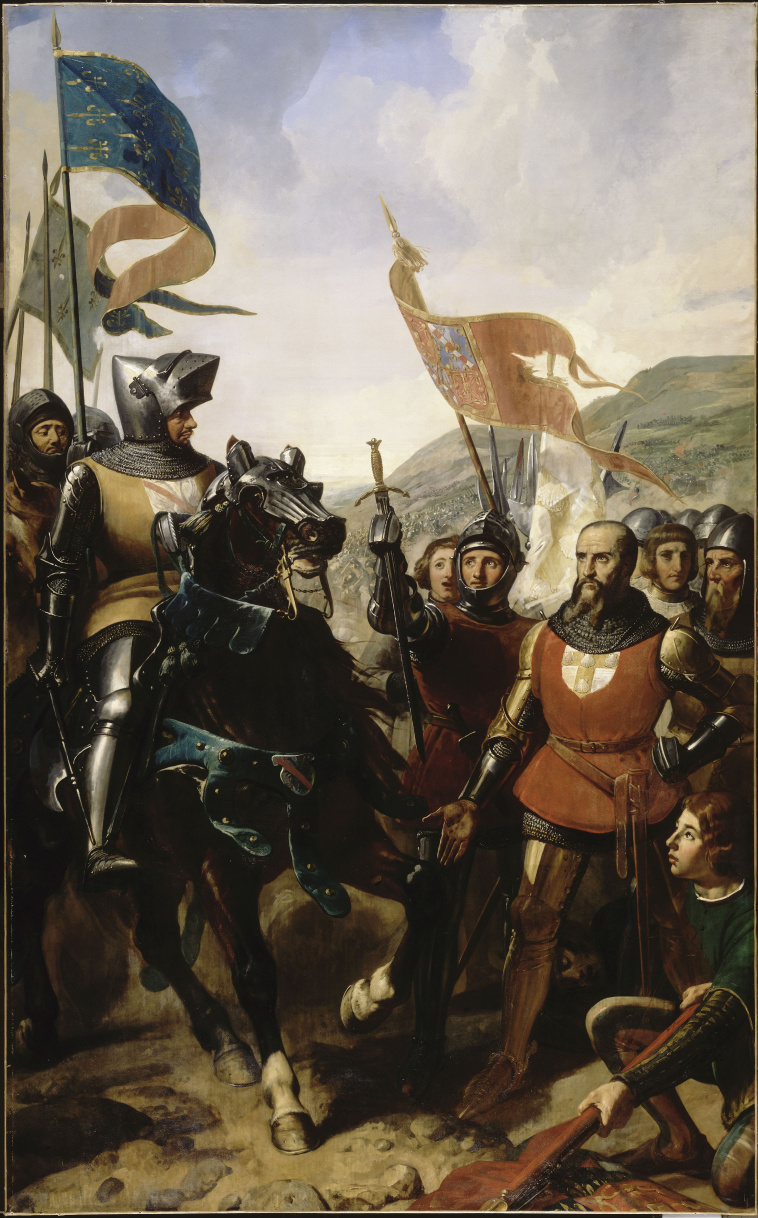
Шарль Ларивьер. Дюгеклен в битве при Кошереле (1839)

## Биография

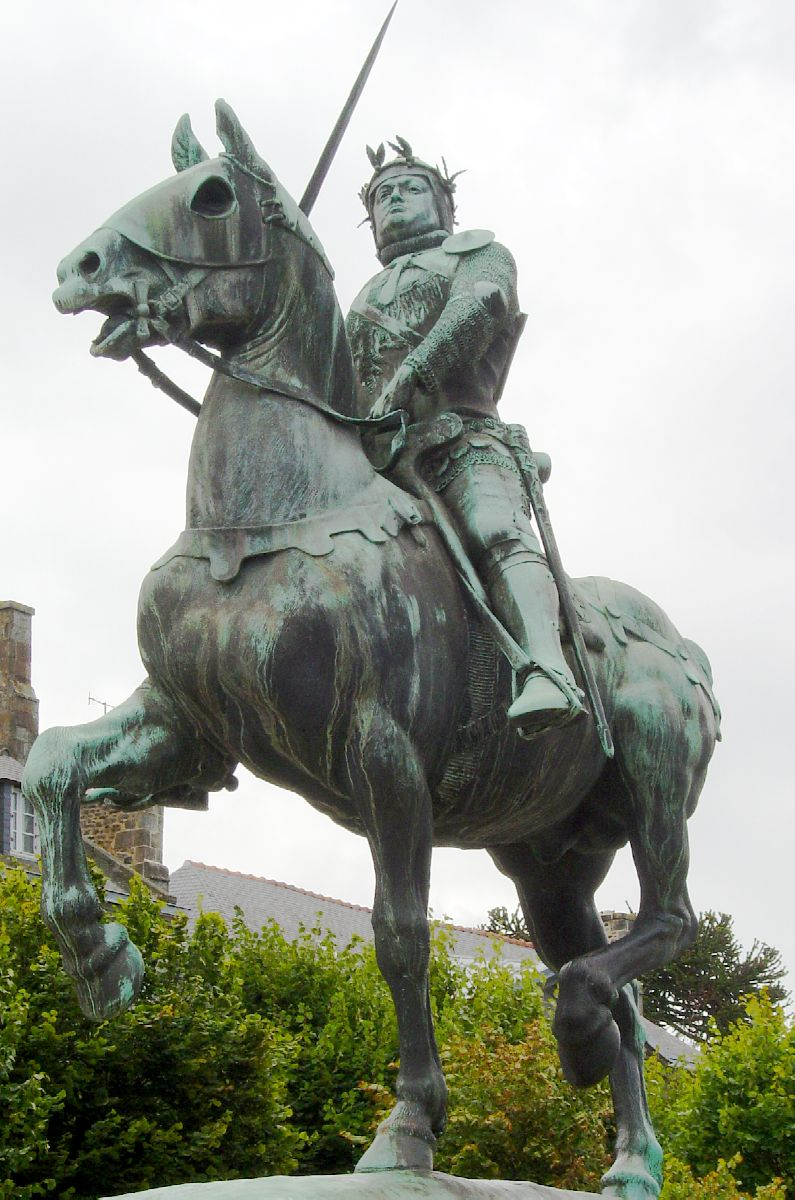
Памятник Бертрану дю Геклену в Динане.

Бретонец по происхождению, первоначально был сподвижником Карла Блуаского, французского претендента на бретонское наследство. В 1356—1357 годах защищал Ренн от англичан.
Перешёл на службу к Карлу V в 1364 году. В том же году одержал важную победу над Карлом Злым при Кошереле, после чего Карл Злой был вынужден склониться перед Францией. В 1364 году французские войска под командованием дю Геклена были разбиты англичанами при Оре, в битве погиб Карл Блуаский, и Бретань окончательно перешла к Монфорам, поддерживаемым Англией.

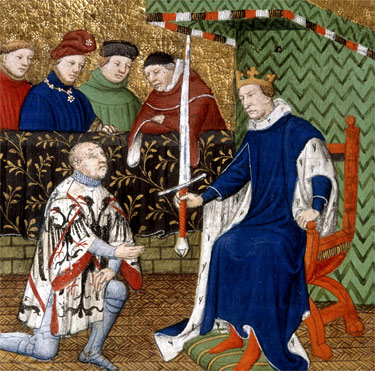
Карл V назначает дю Геклена коннетаблем. Миниатюра из рукописи XV века

Карл V выкупил попавшего в плен дю Геклена и поручил ему руководство рутьерами, доселе только формально подчинявшимися королю. Рутьеры откровенно грабили местное население, и целью короля было любой ценой избавить от них мирное население. Дю Геклен и рутьеры были посланы в Кастилию для помощи Энрике II Трастамарскому против его брата Педро Жестокого. Последнего поддерживал Эдуард Чёрный принц, так что междоусобная война в Кастилии становилась частью конфликта между Францией и Англией. Боевые действия велись с переменным успехом: дю Геклен был разбит при Нахере (1367), попал в плен, был снова выкуплен Карлом V, а в 1369 году одержал победу при Монтьеле и сумел возвести Энрике Трастамарского на престол Кастилии.

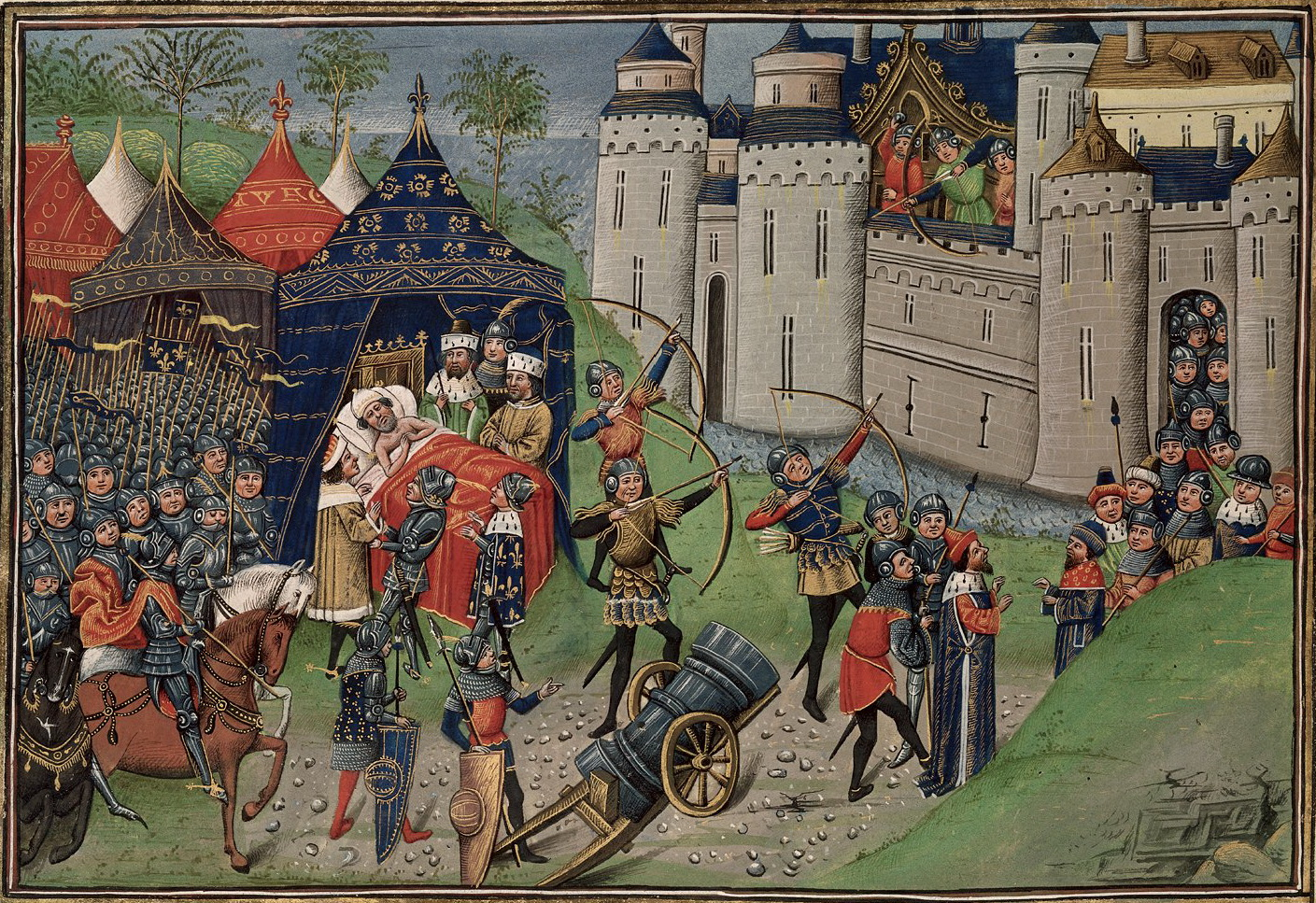
Смерть дю Геклена. Миниатюра из «Староанглийских хроник» Жана де Ваврена. 1479-1480 годы

Столетняя война возобновилась в 1369 году. Дю Геклен был назначен коннетаблем в 1370 году после его победы в битве при Понтваллене, и командовал французскими армиями. Благодаря выбранной Карлом V и дю Гекленом тактике (уклонение от решительных битв, медленное выдавливание противника) к 1374 году удалось вытеснить англичан практически со всех территорий, доставшихся им по миру в Бретиньи. Великая Аквитания фактически прекратила существование.

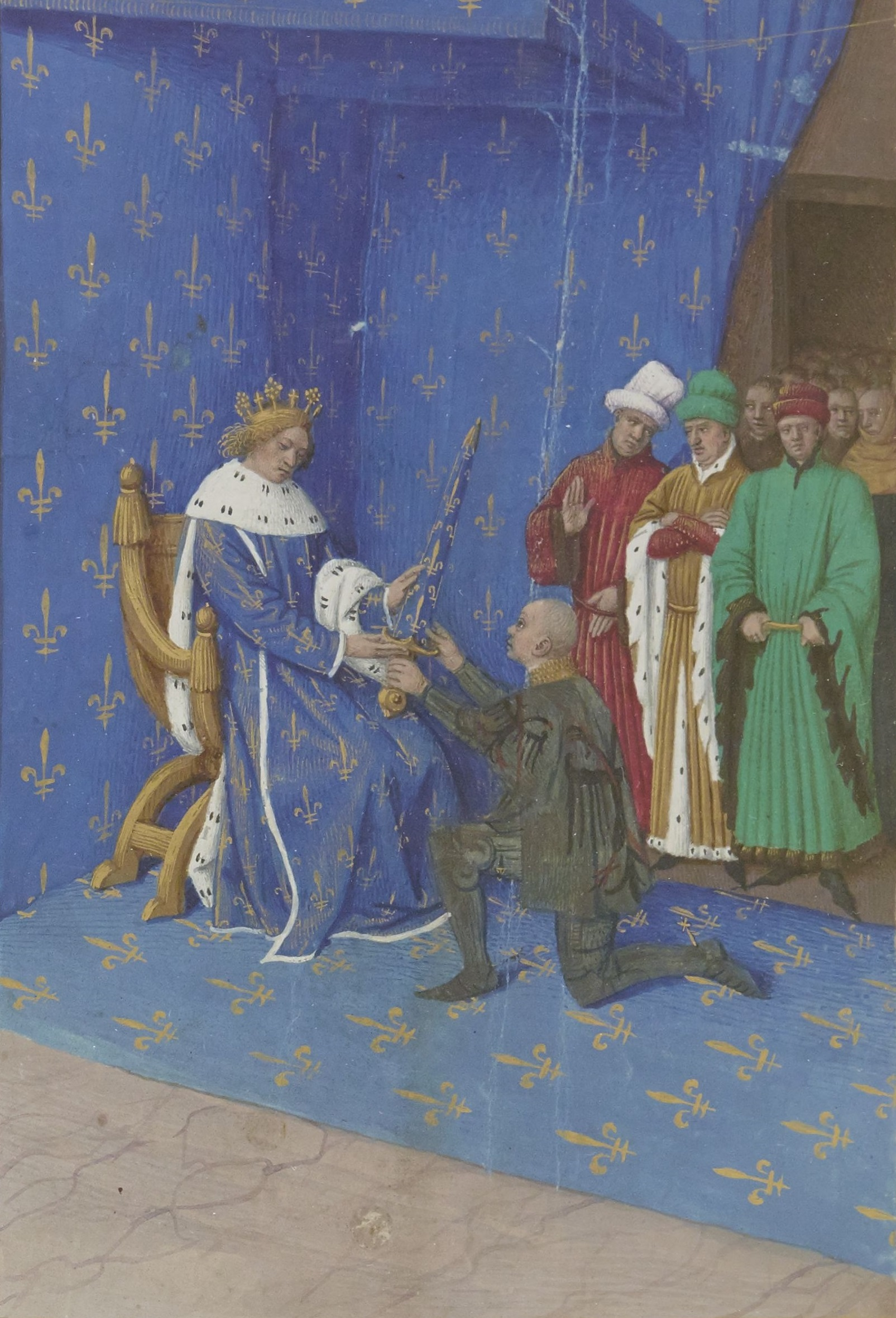
Карл V и Бертран дю Геклен. Миниатюра Ж. Фуке из «Больших французских хроник». XV век

Освобождение Франции от англичан в 1370-е годы

Дю Геклен погиб при осаде города Шатонеф-де-Рандон во время очередной кампании в Лангедоке. Ему была оказана высшая посмертная почесть: он похоронен в усыпальнице французских королей в церкви Сен-Дени в ногах Карла V.

## Тактика
Дю Геклена трудно назвать великим полководцем, и проигранных сражений на его счету не меньше, чем выигранных. Больше всего он прославился своим умением брать штурмом хорошо укреплённые замки. Он не прибегал к длительным осадам или сложным техническим работам, вместо этого используя простой приём: небольшой отряд храбрых воинов, поддерживаемый стрельбой лучников и арбалетчиков, штурмовал стены с помощью лестниц. Большинство замков, имевших незначительные гарнизоны, не могло противостоять подобной тактике.

## Память
В XIV веке в литературе и эпосе Западной Европы распространился особый светский культ так называемых «девяти героев», идеальных образцов рыцарства: трёх языческих (Гектор, Александр Македонский, Юлий Цезарь), трёх иудейских (Иисус Навин, царь Давид, Иуда Маккавей) и трёх христианских (король Артур, Карл Великий, Готфрид Бульонский). Развивший его в своих балладах французский поэт Эсташ Дешан (1346—1406) впервые увязал почитание этих легендарных полководцев с современным ему воинским культом, добавив к их именам имя Дю Геклена, а его покровитель герцог Людовик Орлеанский выставил в замке Куси статую доблестного бретонского коннетабля как десятого из героев.
Одним из основных источников биографических сведений о знаменитом полководце является «Жизнь Бертрана Дюгеклена», написанная в конце XIV века трувером Жаном Кювелье.
Изображён на французской почтовой марке 1961 года.

## Супруги
- Тифен Ракнель (1335—1373), дочь Робина III Ракнеля, сеньора Шатель-Ожер;
- Жанна де Лаваль (умерла 1385), дочь рыцаря Жана де Лаваля-Шатильона;
- Донна де Сориа (из Кастилии).

## В художественной литературе
- Действует в историческом романе А. Дюма-отца «Бастард де Молеон» (1846), основное действие которого разворачивается вокруг Пиренейского похода Эдуарда Чёрного принца и битвы при Наваретте (1367).
- Является второстепенным персонажем исторического романа Артура Конан Дойла «Белый отряд» (1891), основное действие которого также происходит в Испании во время войны за Кастильское наследство.
- Художественная биография знаменитого полководца «Дюгеклен» (фр. Du Guesclin, 1932), принадлежащая перу Роже Верселя, была экранизирована в 1949 году французским режиссёром Бернаром де Латуром.
- Является одним из главных действующих лиц в романе Эли Берте «Замок Монбрен» (1847).